# Kevin Porter (Eishockeyspieler)
Kevin Porter (* 12. März 1986 in Detroit, Michigan) ist ein ehemaliger US-amerikanischer Eishockeyspieler und derzeitiger -trainer. Der Center bestritt in seiner von 2008 bis 2020 andauernden Profikarriere 249 Partien für die Phoenix Coyotes, Colorado Avalanche, Buffalo Sabres und Pittsburgh Penguins in der National Hockey League (NHL). Mit den Penguins gewann er in den Playoffs 2016 den Stanley Cup, während er seine aktive Laufbahn jedoch überwiegend in der American Hockey League (AHL) verbrachte. Eben dort ist er seit Januar 2021 als Assistenztrainer der Wilkes-Barre/Scranton Penguins tätig.

## Karriere

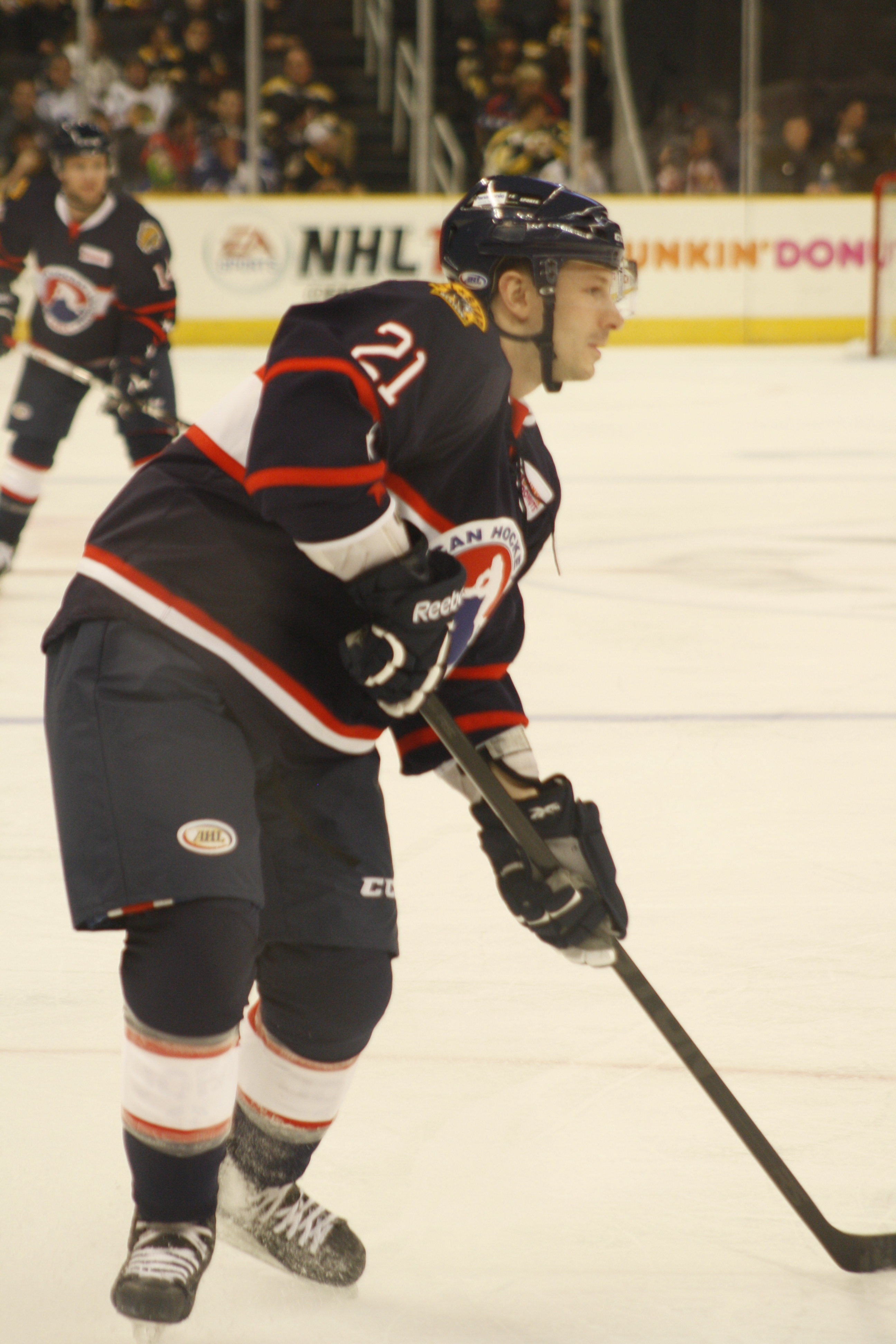
Kevin Porter beim AHL All-Star Classic 2013

Kevin Porter wurde beim NHL Entry Draft 2004 in der vierten Runde an insgesamt 119. Position von den Phoenix Coyotes ausgewählt und verbrachte die folgenden vier Jahre in der Universitäts- und Collegesportliga Central Collegiate Hockey Association, wo er 2008 den Hobey Baker Memorial Award für den besten Spieler der Liga gewinnen konnte. Wenig später unterschrieb er bei den Phoenix Coyotes seinen ersten Profivertrag und spielte noch in derselben Saison für das Farmteam der Coyotes, die San Antonio Rampage aus der American Hockey League, um sie in den Play-offs zu unterstützen. Die Rampage schieden jedoch bereits in der ersten Runde nach sieben Spielen gegen die Toronto Marlies aus.
Beim Eröffnungsspiel der NHL-Saison 2008/09 gegen die Columbus Blue Jackets gab der Stürmer sein Debüt in der National Hockey League, sein erstes Tor erzielte er am 30. Oktober 2008 bei einem Spiel gegen die Pittsburgh Penguins. Den Großteil dieser und der darauffolgenden Saison verbrachte er jedoch wieder bei den Rampage, so kam er in der Spielzeit 2009/10 auf lediglich vier NHL-Spiele für das Franchise aus Arizona. Am 3. März 2010 wurde der Angreifer zusammen mit Peter Mueller zur Colorado Avalanche transferiert, die Phoenix Coyotes erhielten im Gegenzug Wojtek Wolski. Nach vier Spielen für Colorados Farmteam Lake Erie Monsters in der AHL wurde Porter in das NHL-Team beordert, wo er den Rest der Saison verbrachte.
Im Juli 2012 unterzeichnete Porter als Free Agent einen Zweijahresvertrag bei den Buffalo Sabres. Im Oktober 2013 schickte man ihn über den Waiver in die AHL zu den Rochester Americans. Nach zwei Jahren verließ er die Sabres und schloss sich im Juli 2014 den Detroit Red Wings an. Dort kam er in der Saison 2014/15 ausschließlich bei den Grand Rapids Griffins zum Einsatz, ehe er im Juli 2015 zu den Pittsburgh Penguins wechselte, die ihn vorerst bei den Wilkes-Barre/Scranton Penguins einsetzen. Im Laufe der Spielzeit 2015/16 absolvierte Porter 41 NHL-Spiele in der regulären Saison für die Penguins, die am Ende der Playoffs den Stanley Cup gewannen, sodass Porter genau die Grenze erreichte, um ebenfalls auf der Trophäe verewigt zu werden.
Anschließend erhielt der Angreifer jedoch keinen weiteren Vertrag in Pittsburgh und kehrte somit im Juli 2017 als Free Agent zu den Buffalo Sabres zurück. Dort kam er ausschließlich bei deren Farmteam, den Rochester Americans, zum Einsatz, ehe er dort im Sommer 2019 einen auf die AHL beschränkten Einjahresvertrag unterzeichnete. Nachdem er diesen erfüllt hatte, beendete er nach der Spielzeit 2019/20 seine aktive Karriere. Insgesamt hatte er 249 NHL- sowie 528 AHL-Partien bestritten. Im Januar 2021 gaben die Wilkes-Barre/Scranton Penguins bekannt, Porter als Assistenztrainer verpflichtet zu haben.

### International
Seinen ersten Einsatz für die kanadische Eishockeynationalmannschaft hatte der Angreifer 2003 bei der U18-Junioren-Weltmeisterschaft, wo das Team eine Medaille knapp verpasste und sich Russland im Spiel um den dritten Platz geschlagen geben musste. Bei der U18-Junioren-Weltmeisterschaft im Jahr darauf gewann er mit seinem Team die Silbermedaille, nachdem sie im Finale erneut gegen die Russen verloren. Auch bei den U20-Junioren-Weltmeisterschaften 2005 und 2006 lief er für sein Land auf. Die US-Amerikaner erreichten bei beiden Turnieren den vierten Platz. Ein Einsatz in der Herren-Mannschaft blieb ihm bisher verwehrt.

## Erfolge und Auszeichnungen
| - 2005 Mason-Cup-Gewinn mit der University of Michigan - 2008 Mason-Cup-Gewinn mit der University of Michigan - 2008 CCHA First All-Star Team - 2008 CCHA Player of the Year | - 2008 NCAA West First All-Star-Team - 2008 Hobey Baker Memorial Award - 2013 Teilnahme am AHL All-Star Classic - 2016 Stanley-Cup-Gewinn mit den Pittsburgh Penguins |

### International
- 2004 Silbermedaille bei der U18-Junioren-Weltmeisterschaft
- 2004 Bester Vorlagengeber der U18-Junioren-Weltmeisterschaft (gemeinsam mit sieben weiteren Spielern)

## Karrierestatistik

### International
Vertrat die USA bei:
- U18-Junioren-Weltmeisterschaft 2003
- U18-Junioren-Weltmeisterschaft 2004
- U20-Junioren-Weltmeisterschaft 2005
- U20-Junioren-Weltmeisterschaft 2006

(Legende zur Spielerstatistik: Sp oder GP = absolvierte Spiele; T oder G = erzielte Tore; V oder A = erzielte Assists; Pkt oder Pts = erzielte Scorerpunkte; SM oder PIM = erhaltene Strafminuten; +/− = Plus/Minus-Bilanz; PP = erzielte Überzahltore; SH = erzielte Unterzahltore; GW = erzielte Siegtore; 1 Play-downs/Relegation; Kursiv: Statistik nicht vollständig)